# George Avakian
George Avakian (15. března 1919 Armavir, RSFSR – 22. listopadu 2017 New York, USA ) byl americký hudební producent. Narodil se na území dnešního Ruska arménským rodičům.
V roce 1937 začal docházet na Yaleovu univerzitu. Později byl dlouholetým zaměstnancem vydavatelství Columbia Records, kde pracoval jako producent a produkoval tak alba hudebníků, jako byli například Miles Davis, Dave Brubeck nebo Louis Armstrong. Roku 1959 začal spolupracovat s nově vzniklým vydavatelstvím Warner Bros. Records a zde produkoval například nahrávky rock'n'rollové skupiny Bill Haley & His Comets. V první polovině sedmdesátých let dělal manažera klavíristovi Keithu Jarrettovi.
Jeho mladším bratrem byl režisér Aram Avakian. V roce 2010 získal ocenění NEA Jazz Masters.